# This D.J.
This D.J. è un singolo di Warren G, secondo estratto dal suo primo album, Regulate...G Funk Era, pubblicato il 5 luglio 1994 dalla Def Jam.
Il brano, pur non eguagliando l'enorme successo del precedente singolo Regulate, riscosse un ottimo successo in patria, vendendo oltre 2 milioni di copie e raggiungendo la nona posizione della Billboard Hot 100.

## Il brano
Il brano, prodotto dallo stesso Warren G, è un brano puramente g-funk, con una base ed un ritmo molto calmi, ed un utilizzo del flow old school. Nel testo il rapper parla della sua vita da teenager nel passare tempo nei quartieri che frequentava.

## Tracce
Nel b-side del singolo è presente il remix del brano ed il remix del singolo Regulate.
- Lato A

1. This D.J. (LP Version) – 3:27
2. This D.J. (Radio Edit) – 3:23
3. This D.J. (Remix Version) – 3:46

- Lato B

1. This D.J. (LP Instrumental) – 3:23
2. This D.J. (Remix Instrumental) – 3:43
3. Regulate (Remix) – 4:18

## Classifiche
| Classifica (1994-95)                 | Posizione massima |
| ------------------------------------ | ----------------- |
| Australia                            | 95                |
| Francia                              | 25                |
| Germania                             | 37                |
| Nuova Zelanda                        | 5                 |
| Svezia                               | 22                |
| Regno Unito                          | 12                |
| Stati Uniti                          | 9                 |
| U.S. Billboard Hot R&B/Hip-Hop Songs | 14                |